# ハナガサ
ハナガサ（花笠、学名：Cerasus Sato-zakura Group ‘Hanagasa’ Ohwi、シノニム：Cerasus serrulata ‘Hanagasa’）は、バラ科サクラ属のサクラで、オオシマザクラ系の栽培品種のサトザクラ群のヤエザクラ。1963年に浅利政俊がフクロクジュの実生から選抜育種して誕生させた松前系のサクラで、花の形状が花笠に似ている事から命名された。
樹形は傘状で、樹高は高木、花弁は八重咲きで紅色の大輪の花をつける。東京での花期は4月中旬。イチヨウやフゲンゾウなどと同じく雌しべが葉化して突き出ている。
- 日本花の会 結城農場にて